# MY LITTLE HONDA
『MY LITTLE HONDA』（マイリトルホンダ）は、日本のシナリオバンク、プレイワークスによるプレイワークス作品。

## ラジオドラマ
プレイワークスプロジェクト・ラジオドラマ第11弾

### スタッフ
- 脚本: 朝木元（あさきはじめ）、齊藤美如（さいとうみゆき）、網野酸（あみのさん）
- 監督: 寒竹ゆり（かんちくゆり）
- プロデューサー: 大作昌寿
- 音楽プロデューサー: 安井輝
- 音楽: 葉山たけし
- 音声: 宮下貴志、島村尚、大井剛
- 効果: 仲野慶吾
- 整音: クジラノイズ
- 助監督: 高原成博
- 方言指導: 金田章宏（千葉大学）
- 制作: REALWAVE

協力: ON AIR 大久保スタジオ、共同テレビ、円椅久美子、工藤時起夫、田口英明

### キャスト
- 花本 渚: 小出早織
- 小林泰三: 有福正志
- 小林ラン: 朝比奈えり
- 沖山英二: 鈴木浩介
- 花本武郎: 永野典勝
- 花本星子: 菅原あき
- 持丸孝三: 大川ひろし
- 幸田祐介: 加藤康起
- 花本タケル: 五十畑颯斗
- 花本熊雄: 早川純一